# Frente Popular Humanista
El Frente Popular Humanista es un movimiento político venezolano de tendencia izquierdista y humanista fundado el 14 de enero de 2009. Su sede se encuentra en Caracas.
El Frente Humanista surge durante las discusiones por la propuesta de enmienda constitucional que en un principio pretendía modificar el artículo que establece el período presidencial para no imponer límites a su reelección, pero que luego fue ampliado a todos los cargos de elección popular, el grupo de parlamentarios opuestos a ese proyecto y que no formaban parte del partido Podemos, único opositor dentro del parlamento, decidieron crear una nueva fracción parlamentaria.
El movimiento estuvo conformado en la Asamblea Nacional por los diputados Wilmer Azuaje, Luis Díaz, Tomás Sánchez, José Ramón Regnault y Pastora Medina. Los dos primeros fueron elegidos en las parlamentarias 2005 por el Movimiento V República, los otros dos por Podemos y la última por Patria Para Todos, pero en 2007 Azuaje, Díaz y Sánchez se unieron al Partido Socialista Unido de Venezuela pero fueron expulsados en 2008, desde entonces Azuaje formó parte de Gente Emergente y los otros dos formaron Nuevo Camino Revolucionario junto a otros diputados.
En la actualidad no está habilitado para participar en elecciones.